# Хельсинкский Дом музыки
Хельсинкский Дом музыки (фин. Helsingin Musiikkitalo, швед. Musikhuset i Helsingfors) — открытый в 2011 году музыкальный культурный центр в Хельсинки (Финляндия). Расположен на берегу залива Тёёлё.
Хельсинкский Дом музыки открылся 31 августа 2011 года.

## История строительства
Дом музыки строился 12 лет, финансирование проекта осуществлялось совместно городскими властями столицы Финляндии, финской национальной телерадиовещательной компанией Yleisradio Oy и Senaatti-kiinteistöt (компанией по управлению недвижимостью при Министерстве финансов Финляндии). Всего на строительство Дома музыки от государственных структур поступило около половины от общего объёма финансовых средств, 28 % вложил Хельсинки, остальные средства были получены от Хельсинкского филармонического оркестра, Симфонического оркестра Финского радио и Академии имени Сибелиуса.
Общая стоимость проекта составила около 200 миллионов евро. Проект создания в Хельсинки музыкального культурного центра изначально подвергался различной критике. В частности, говорилось о том, что государственные деньги будут потрачены на элитарное искусство, то есть деньги, принадлежащие всем, будут потрачены на такое искусство, которых смогут воспользоваться не все. Другим аргументом противников проекта была дисгармония между достаточно скромной архитектурой сооружаемого Дома музыка и находящегося рядом величественного здания Парламента. Ещё одним аргументов противников была историческая ценность складов, на месте которых планировалось построить здание Дома музыки.
Разработкой акустических систем Дома музыки занимался всемирно известный японский специалист по акустике Ясухиса Тойота.

## Концертные залы и другие помещения
В Доме музыки имеются пять залов — Большой зал, рассчитанный на 1700 зрителей, и четыре небольших зала, для камерного музицирования, для современного танца, для музыкальных экспериментов, джаза и народной музыки, а также органный зал с двумя большими и двумя малыми органами. Для выступлений будет также использоваться часть нижнего фойе, где можно установить 90 стульев.
Помимо мест для выступления, в Доме музыке имеются конференц-зал, а также учебные аудитории Академии имени Сибелиуса.